# Euphrates Islet
Euphrates Islet (auch: Esprit) ist eine Insel der Republik der Seychellen im Atoll Aldabra. Sie liegt zusammen mit anderen Riffinseln im Innern der Lagune, nördlich von Grand Terre.

## Geographie
Die Insel liegt im Westen des Atolls zusammen mit der viel kleineren Ile Sylvestre und der weiter südwestlich gelegenen Ile Moustiques. Die Inseln entstanden im Einströmungsbereich der kleinen Passagen im Westen des Atolls.